# Albert Dolisie
Louis Henri Albert Dolisie est un explorateur et administrateur colonial français, lieutenant gouverneur du Congo français du 1er juin 1894 au 22 janvier 1899. Né à Mutzig le 22 décembre 1856, il est décédé à Orléans le 22 janvier 1899.

## Biographie
Albert Dolisie fait des études à l'École polytechnique et devient lieutenant d’artillerie de marine. Quittant l'armée, il s'engage en 1883 dans la Mission française de l’Ouest africain et devient administrateur provisoire du Kouilou. Pierre Savorgnan de Brazza lui confie alors Loango ainsi que la mission d'ouvrir une route de Kouilou à Niari. Il pénètre alors dans le Sangha et fonde le poste de Bonga (1884). Remontant l'Oubangui (mars 1885), il signe de nombreux traités de protectorat et fonde le poste de Nkoudja. Il prend part à la fondation de Brazzaville avec Brazza et Charles de Chavannes (1884). En 1886, il explore les bassins de l’Oubangui et de la Sangha et est nommé en 1890 administrateur-résident de Brazzaville puis lieutenant-gouverneur du Congo (1894).
Malade, il quitte rentre en France en janvier 1899 et meurt d’une congestion pulmonaire à Orléans. Brazza et Victor Liotard assistent à ses obsèques.
Albert Dolisie est marié à Marthe de Cortade. Ils ont deux fils, Henri (1897) et Paul (1898).

## Distinctions
- Officier de l'Académie des sciences d'Outre-Mer (1884)
- Chevalier de la Légion d'honneur[2] (1885)

## Hommage

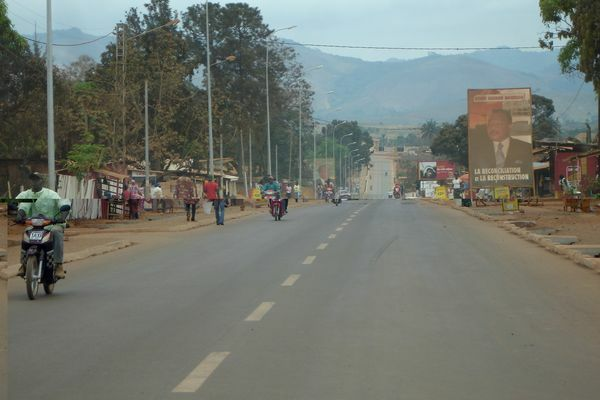
La ville de Dolisie

- La ville de Loubomo est nommée Dolisie en son honneur en 1934.
- Un navire à vapeur porta son nom[3].